# Чэнь Гунбо
Чэнь Гунбо́ (кит. упр. 陈公博, пиньинь Chén Gōngbó, Ch’en Kung-po; 19 октября 1892 — 3 июня 1946) — китайский политический деятель, принадлежавший к левому крылу Гоминьдана. Во время Второй мировой войны после смерти Ван Цзинвэя возглавлял коллаборационистское Центральное правительство Китайской Республики в Нанкине.

## Биография
Родился 19 октября 1892 года в деревне хакка в уезде Наньхай китайской провинция Гуандун (в 1921 году эта часть уезда Наньхай была объединена с частью уезда Паньюй в город Гуанчжоу). Его отец был чиновником цинской администрации. Окончив школу поступил в Пекинский университет на кафедру философии. Будучи студентом, изучал идеи марксизма под редакцией Чэнь Дусю, принял участие в Движении 4 мая. В июле 1921 года принял участие в шанхайском Первом съезде Китайской коммунистической партии. После шанхайского съезда Чэнь Гунбо разочаровался в коммунистах, и в 1922 году вышел из КПК. Затем он переехал в США, где учился в Колумбийском университете. В 1925 году получил степень магистра в экономике.
По возвращении в Китай, он вступил в Гоминьдан. Был назначен главой Департамента Крестьян и Рабочих. Вскоре Чэнь Гунбо примкнул к левой клике партии Ляо Чжункая, став основным сторонником Ван Цзинвэя, с которым он установил тесные политические и личные отношения. Несмотря на то, что Чэнь поддержал Северный поход Чан Кайши 1926—1927 годов, он был в оппозиции Чану, считая сосредоточение власти в его руках прямым путём к единоличному диктаторскому правлению. В 1929 году Чэнь Гунбо стал лидером движения за реорганизацию Гоминьдана. Тем не менее, в 1932—1936 годах Чэнь Гунбо занимал пост министра промышленности при гоминьдановском правительстве. Как глава Сычуаньского отделения Гоминьдана, с началом Второй японо-китайской войны, он оказывал всяческую помощь в организации эвакуации правительства Чунцин.
В 1940 году, оставшись верным сторонником Ван Цзинвэя, вошёл в марионеточное прояпонское Центральное правительство Китайской Республики, где занял пост спикера Законодательного Юаня. После того, как в ноябре 1940 года номинальная власть над Шанхаем была передана Нанкинскому Национальному правительству, Чэнь был назначен ещё и мэром этого города. В середине 1944 года, когда Ван Цзинвэй отправился лечиться в Японию, Чэнь фактически стал исполнять обязанности президента. 11 ноября, на следующий день после смерти Вана, Чэнь Гунбо встал во главе коллаборационистского правительства.
Когда в Китай вошли советско-монгольские войска, 15 августа 1945 года Чэнь Гунбо распустил правительство и сбежал в Японию. Сразу же после официальной капитуляции Японии 9 сентября 1945, китайские власти потребовали от японцев выдать Чэня. Японский представитель Ясудзи Окамура передал китайский запрос американским оккупационным властям. 3 октября 1945 года, через месяц после подписания капитуляции, Чэнь Гунбо был передан китайским властям. На суде он защищал себя сам. В свое оправдание Чэнь указывал, что он как президент отказался сотрудничать с Японией в ряде важных вопросов и действовал только из-за своей лояльности по отношению к своему другу, Ван Цзинвэю. Тем не менее, он был признан виновным в государственной измене и приговорен к смерти. Чэнь принял этот приговор спокойно, сказав, что «скоро я воссоединюсь с Ван Цзинвэем в следующем мире». Он был расстрелян 3 июня 1946 года в городе Сучжоу.